# Julie Desprairies
 (avril 2013).
Si vous disposez d'ouvrages ou d'articles de référence ou si vous connaissez des sites web de qualité traitant du thème abordé ici, merci de compléter l'article en donnant les références utiles à sa vérifiabilité et en les liant à la section « Notes et références ».
Julie Desprairies, née en 1975, est une chorégraphe française.

## Principales chorégraphies
- 2006 : Là commence le ciel (parcours chorégraphique pour les gratte-ciel de Villeurbanne, Biennale de la danse de Lyon)
- 2008 : Printemps (environnement chorégraphique pour les Champs Libres à Rennes)
- 2010 : Petit Vocabulaire dansé du Centre Pompidou-Metz
- 2012 : L’Opera nell’opera (opéra-ballet déambulatoire pour l'Opéra de Lyon)
- 2012 : Paris à l’infini (la danse) (Nuit Blanche 2012)
- 2013 : Style international (parcours pour l'Auditorium-Opéra de Dijon)
- 2013 : Tes jambes nues (petite bacchanale agricole)
- 2014 : Inventaire dansé de la ville de Pantin
- 2015 : La Page blanche (duo avec l'écrivain Thomas Clerc)
- 2015 : La Foire des prairies (fête foraine chorégraphique)
- 2017 : Looping (exposition avec David Enon pour la Biennale internationale Design Saint-Étienne 2017)
- 2017 : Sous le tilleul (randonnée chorégraphique, ville de Cluses)
- 2018 : Inventaire dansé de Villeurbanne (Le Rize)
- 2018 : A praia o tempo (avec l'architecte Pedro Varella, plage de Copacabana, Rio de Janeiro)
- 2019 : Rythmes héroïques (parcours chorégraphique pour le Conservatoire de Grenoble)
- 2020 : Tes jambes nues, autrement (Petite bacchanale agricole dans le Trièves)
- 2022 : La Chevêche (Excursion chorégraphique en forêt)
- 2023 : Ad Alta (Fantaisie chorégraphique pour l’Opéra de Lille)
- 2024 : Mon Théâtre en moi (Création in situ pour les quartiers de Vaise et La Duchère, Lyon)
- 2025 : Lo Camin (Chemin dansé le long du Lot)

## Filmographie sélective
- 2023 : Jour après jour, la Chevêche (52 minutes), de Vladimir Léon, sur le travail de Julie Desprairies sur sa pièce, La Chevêche
- 2022 : Tes jambes nues (71 minutes), de Vladimir Léon, adapté de la pièce Julie Desprairies.
- 2015 : L'Architecte de Saint-Gaudens, court métrage (29 minutes) co-réalisé avec Serge Bozon, musique de Mehdi Zannad
- 2014 : Cinq points de vue autorisés sur les Courtillières, court métrage (8 minutes) co-réalisé avec Vladimir Léon
- 2012 : Après un rêve, court-métrage (27 minutes) co-réalisé avec Louise Narboni
- 2008 : Les Trois Contents, vidéo-danse co-réalisé avec Arnold Pasquier
- 2002 : Mods, moyen métrage de Serge Bozon, création des chorégraphies